# Kermin Guardia
Kermin William Guardia (ur. 17 stycznia 1970) – kolumbijski bokser, były mistrz świata WBO w kategorii słomkowej.

## Kariera zawodowa
7 maja 1994 zmierzył się z Meksykaninem Ricardo Lópezem w walce o mistrzostwo świata WBC w kategorii słomkowej. Niepokonany w 21. walkach Kolumbijczyk doznał pierwszej porażki w zawodowej karierze, przegrywając z Meksykaninem jednogłośnie na punkty (110-117, 109-119, 110-117). 30 marca 1996 podjął drugą próbę zdobycia mistrzostwa w kategorii słomkowej. W Nikaragui zmierzył się z lokalnym bokserem Rosendo Álvarezem, który był w posiadaniu mistrzostwa WBA. Nikaraguańczyk zwyciężył przez nokaut w trzeciej rundzie, udanie broniąc mistrzostwa.
30 maja 1998 w walce o mistrzostwo świata WBO w kategorii słomkowej zmierzył się z ówczesnym posiadaczem pasa Erickiem Jamili. Guardia wygrał przez techniczny nokaut w piątej rundzie, gdy sędzia ringowy Jay Nady przerwał walkę po naradzie z lekarzem Edwinem Homanskym. 27 marca 1999 doszło do rewanżu, w którym lepszy okazał się Kolumbijczyk, wygrywając jednogłośnie na punkty. Pomimo wyraźnego zwycięstwa Kolumbijczyka, Jamili doprowadził go do liczenia w rundzie czwartej i dziewiątej.
Po zwakowaniu tytułu WBO, 11 lipca 2003 zmierzył się z rodakiem Jhonem Moliną w walce o tymczasowe mistrzostwo świata WBO w kategorii junior muszej. Guardia zwyciężył jednogłośnie na punkty, zostając oficjalnym pretendentem do mistrzostwa świata WBO. 20 marca 2004 zmierzył się z Nelsonem Dieppą w walce o pełnoprawne mistrzostwo WBO. Dieppa zwyciężył już w pierwszej rundzie, nokautując rywala.
Po porażce z Dieppą stoczył jeszcze 11. walk, wygrywając zaledwie 2. Karierę zawodową kontynuował do roku 2010. 